# Linea S85 (S-Bahn di Berlino)
La linea S85 (S-Bahn di Berlino) è una delle 15 linee che compongono la rete della S-Bahn di Berlino. Il suo percorso va dalla stazione di Grünau a quella di Pankow e alla stazione di Frohanu utilizzando le seguenti linee ferroviarie:
- la ferrovia Berlino-Görlitz, aperta il 13 settembre 1866 ed elettrificata il 4 gennaio 1929,
- la Ringbahn, aperto il 17 luglio 1871 ed elettrificato nel 1926,
- la Berliner Nordbahn, aperta il 10 luglio 1877 ed elettrificata nel 1925.

La S85 è operativa soltanto dal lunedì al venerdì sul ramo di Fronhau mentre su Pankow è attiva tutti i giorni.